# Melania Trump
Melania Trump (rođena kao Melanija Knavs, Novo Mesto, Slovenija, 26. travnja 1970.) slovenska je dizajnerica nakita i bivša manekenka, najpoznatija kao aktualna prva dama Sjedinjenih Američkih Država te supruga 45. i 47. američkog predsjednika Donalda Trumpa.

## Životopis
Rođena je kao dijete Viktora Knavsa, direktora trgovine automobilima u tadašnjoj SR Sloveniji (koja je bila dio Jugoslavije). Manekenstvom se počela baviti u dobi od 16 godina, a nakratko je studirala umjetenost na Ljubljanskom sveučilištu. Nakon toga je otišla u Milano, a potom u Pariz. Godine 1996. se preselila u New York, a 2000. snimila prestižni editorijal za Sports Illustrated. 
Trumpa je prvi put srela u rujnu 1998. godine, a javnost je za njihovu ljubavnu vezu doznala godinu dana kasnije. Vjenčali su se šest godina kasnije. Zajedno s Trumpom ima sina Barrona Williama kojeg je rodila 2006. godine.

## Vanjske poveznice
- Melania Trump u internetskoj bazi filmova IMDb-u (engl.)